# Jim Furyk

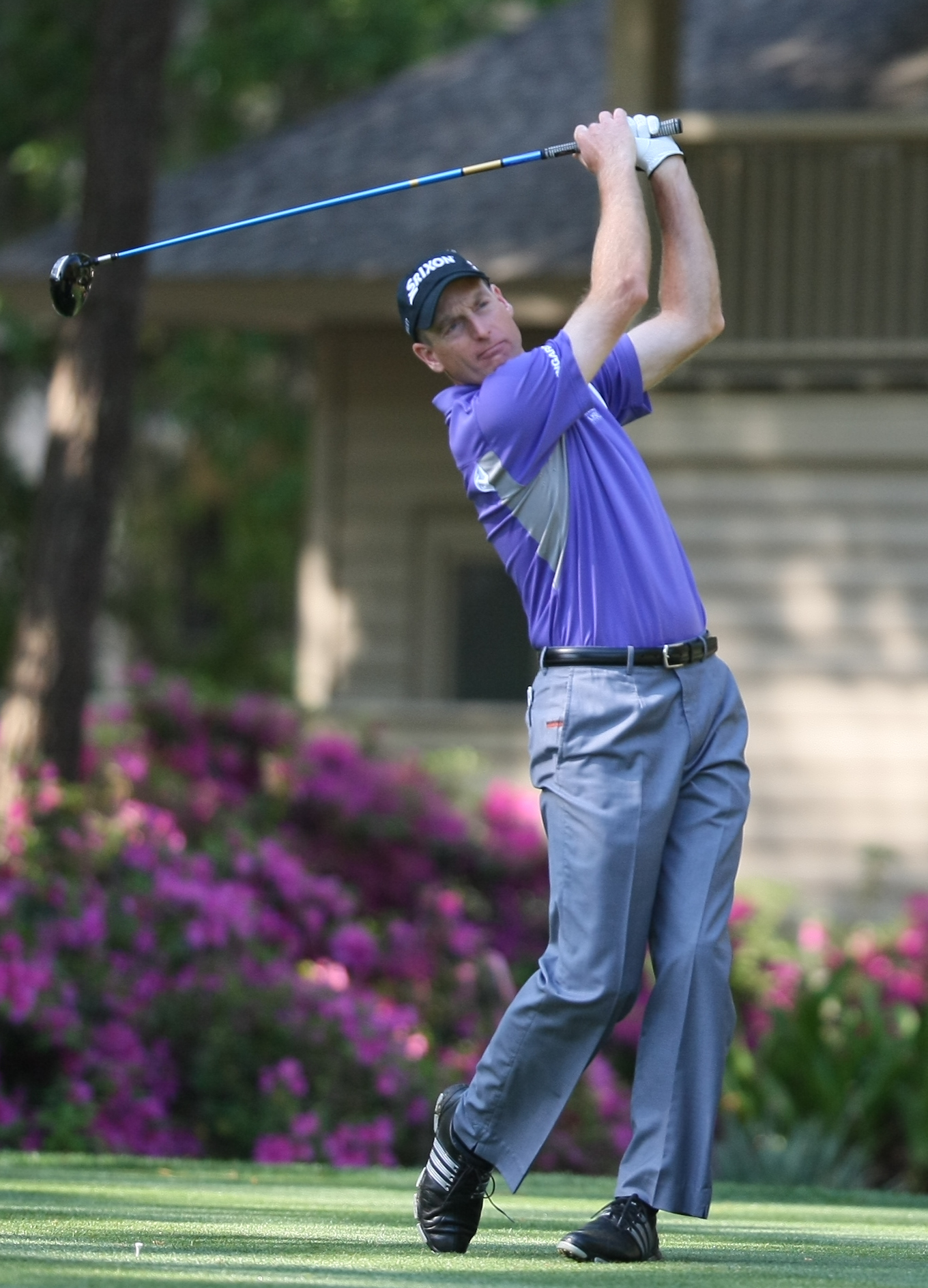
Jim Furyk fotografiado en 2010

James Michael Furyk, más conocido como Jim Furyk (West Chester, Pensilvania, Estados Unidos; 12 de mayo de 1970), es un golfista estadounidense que compite desde 1994 en el PGA Tour de su país, donde ha obtenido 17 victorias y 177 top 10. Este golfista se ubicó segundo en la lista de ganancias de 2006 y 2010, tercero en 1998 y 2014 y cuarto en 1997, 2003 y 2005, además de ganar la Copa FedEx de 2010.
En torneos mayores, Furyk triunfó en el Abierto de los Estados Unidos de 2003 y resultó segundo en el Campeonato de la PGA de 2013, cuarto en el Masters de Augusta de 1998 y 2003 y en el Abierto Británico de 1997, 1998, 2006 y 2014, logrando en total 15 top 5 y 23 top 10. Asimismo ganó el Tour Championship de 2010 y terminó segundo en el WGC-Bridgestone Invitational de 2001 y 2012, el WGC-Campeonato Cadillac de 2008, el Players Championship de 2014 y el Tour Championship de 2014.
Furyk también ha disputado nueve ediciones de la Copa Ryder con la selección estadounidense, logrando 12 puntos de 34; siete de la Copa de Presidentes, obteniendo 21,5 puntos de 33; y la Copa Mundial de Golf de 2003. Furyk se ha ubicado durante 39 semanas como golfista número dos a nivel mundial, 155 semanas entre los mejores cinco y 360 semanas entre los mejores diez.
El golfista se crio en las afuera de Pittsburgh. Jugó a nivel universitario en la Universidad de Arizona, donde fue All-American dos veces y obtuvo el título en 1992 con los Wildcats. Se convirtió en profesional en 1992 y jugó en la gira de desarrollo del PGA Tour.
En la segunda ronda del Campeonato BMW de 2013, Furyk marcó una tarjeta de 59 golpes (12 bajo el par). Fue el sexto jugador en lograr dicha hazaña en la historia del PGA Tour.
Furyk logró en 2015 una victoria en el Heritage, el tercer puesto en el WGC-Bridgestone Invitational, el cuarto puesto en el WGC Match Play y el Abierto de Canadá, y el quinto puesto en el Memorial Tournament.

### Resultados en Majors
| Tournament            | 1994 | 1995 | 1996 | 1997 | 1998 | 1999 |
| --------------------- | ---- | ---- | ---- | ---- | ---- | ---- |
| Masters de Augusta    |      |      | T29  | T28  | 4    | T14  |
| U.S. Open             | T28  |      | T5   | T5   | T14  | T17  |
| The Open Championship |      |      | T45  | 4    | T4   | T10  |
| PGA Championship      |      | T13  | T17  | T6   | CUT  | T8   |

| Tournament            | 2000 | 2001 | 2002 | 2003 | 2004 | 2005 | 2006 | 2007 | 2008 | 2009 |
| --------------------- | ---- | ---- | ---- | ---- | ---- | ---- | ---- | ---- | ---- | ---- |
| Masters de Augusta    | T14  | T6   | CUT  | 4    |      | 28   | T22  | T13  | T33  | T10  |
| U.S. Open             | 60   | T62  | CUT  | 1    | T48  | T28  | T2   | T2   | T36  | T33  |
| The Open Championship | T41  | CUT  | CUT  | CUT  | CUT  | CUT  | 4    | T12  | T5   | T34  |
| PGA Championship      | T72  | T7   | 9    | T18  | CUT  | T34  | T29  | CUT  | T29  | T63  |

| Tournament            | 2010 | 2011 | 2012 | 2013 | 2014 | 2015 | 2016 | 2017 | 2018 |
| --------------------- | ---- | ---- | ---- | ---- | ---- | ---- | ---- | ---- | ---- |
| Masters de Augusta    | CUT  | T24  | 11   | T25  | T14  | CUT  |      | CUT  |      |
| U.S. Open             | T16  | CUT  | T4   | CUT  | T12  | T42  | T2   | T23  | T48  |
| The Open Championship | CUT  | T48  | T34  | CUT  | 4    | T30  | T59  |      |      |
| PGA Championship      | T24  | T39  | T42  | 2    | T5   | T30  | T73  | CUT  | T71  |

| Tournament            | 2019 | 2020 |
| --------------------- | ---- | ---- |
| Masters de Augusta    |      |      |
| PGA Championship      | CUT  | CUT  |
| U.S. Open             | T28  |      |
| The Open Championship | T63  | NT   |

(LA) = Mejor Amateur
CUT = No pasó el corte
"T" = Empatado con otros
Ret. = Retirado
ND = No Disputado
Fondo verde indica victoria. Fondo amarillo, puesto entre los diez primeros (top ten).